# Head First (альбом Badfinger)
Head First — десятий студійний альбом англійської групи Badfinger, який був випущений 14 листопада 2000 року.

## Композиції
1. Lay Me Down — 3:35
2. Hey, Mr. Manager — 3:34
3. Keep Believing — 4:09
4. Passed Fast — 4:19
5. Rock 'N' Roll Contract — 4:44
6. Saville Row 0:36
7. Moonshine — 3:53
8. Back Again — 2:54
9. Turn Around — 4:17
10. Rockin' Machine — 1:32
11. Time Is Mine — 1:45
12. Smokin' Gun — 1:22
13. Old Fashioned Notions — 4:12
14. Nothing to Show — 1:03
15. You Ask Yourself Why — 2:17
16. Keep Your Country Tidy — 2:23
17. To Say Goodbye — 3:46
18. Queen of Darkness — 2:13
19. I Can't Believe In — 2:10
20. Thanks to You All — 2:41
21. Lay Me Down — 2:55

## Склад
- Боб Джексон: гітара, вокал, клавішні
- Піт Хем: гітара, вокал, клавішні
- Том Еванс: бас, вокал
- Майк Гіббінс: ударні